# Buchanania
Buchanania  es un género  de plantas con 75 especies,  perteneciente a la familia  Anacardiaceae. Es originario de Asia y Oceanía.

## Taxonomía
El género fue descrito por Curt Polycarp Joachim Sprengel y publicado en Journal für die Botanik 1800(2): 234. 1801[1802]. La especie tipo es: Buchanania lanzan

## Especies seleccionadas
- Buchanania acuminata
- Buchanania acuminatissima
- Buchanania amboinensis
- Buchanania angustifolia
- Buchanania arborcscens
- Buchanania aruensis
- Buchanania attenuata
- Buchanania auriculata
- Buchanania axillaris
- Buchanania bancana
- Buchanania barberi
- Buchanania conglomerata
- Buchanania engleriana
- Buchanania ferruginea
- Buchanania florida
- Buchanania fragrans
- Buchanania glaberrima
- Buchanania glabra
- Buchanania halmaheirae
- Buchanania heterophylla
- Buchanania insignis
- Buchanania intermedia
- Buchanania lanceaefolia
- Buchanania lanceolata
- Buchanania lancifolia
- Buchanania lanzan
- Buchanania latifolia
- Buchanania laxiflora
- Buchanania longifolia
- Buchanania lucida
- Buchanania macrocarpa
- Buchanania macrophylla
- Buchanania mangoides
- Buchanania merrillii
- Buchanania microphylla
- Buchanania mollis
- Buchanania montana
- Buchanania monticola
- Buchanania muelleri
- Buchanania muelleri var. muelleri
- Buchanania muelleri var. pilosa
- Buchanania nabirensis
- Buchanania nitida
- Buchanania novo 'Guineensis'
- Buchanania novohibernica
- Buchanania oblongifolia
- Buchanania obovata
- Buchanania oxyphylla
- Buchanania oxyrhachis
- Buchanania palawensis
- Buchanania palembanica
- Buchanania pallida
- Buchanania paniculata
- Buchanania papuana
- Buchanania petiolaris
- Buchanania platyneura
- Buchanania platyphylla
- Buchanania polybotrya
- Buchanania pseudoflorida
- Buchanania racemiflora
- Buchanania reticulata
- Buchanania scandens
- Buchanania sessilifolia
- Buchanania siamensis
- Buchanania solomonensis
- Buchanania sorsogonensis
- Buchanania spicata
- Buchanania splendens
- Buchanania subobovata
- Buchanania versteeghii
- Buchanania vitiensis
- Buchanania yunnanensis
- Buchanania zeylanica